# Selección femenina de rugby league de Canadá
La Selección femenina de rugby league de Canadá representa al país en competiciones de 
selecciones nacionales de rugby league, son conocidas como las Ravens (Cuervas).
Su organización está bajo el control de la Canada Rugby League. 

## Historia
Se formó por primera vez en 2017 con la finalidad de representar al país en la Copa mundial de 2017.
En el Mundial de 2017 logró un triunfo frente a Papúa Nueva Guinea y dos derrotas (Australia y Nueva Zelanda) en la fase grupal, clasificó a semifinales siendo derrotado 58 a 6 por Australia.

## Participación en copas

#### Copa del Mundo de Rugby League
- 2000 al 2013: sin  participación
- 2017 : Semifinales
- 2021 : Fase de grupos
- 2026 : por clasificar

#### Commonwealth Championship
- 2018 : 5° puesto

#### Americas Rugby League Championship
- ARLC 2019 : Campeón invicto

### Otros
- Qualy RLWC 2026: a disputarse[2]

## Estadísticas
| Oponente           | Jugados | Ganados | Empatados | Perdidos | % de victorias |
| ------------------ | ------- | ------- | --------- | -------- | -------------- |
| Australia          | 2       | 0       | 0         | 2        | 0.0%           |
| Brasil             | 1       | 1       | 0         | 0        | 100.0%         |
| Estados Unidos     | 1       | 1       | 0         | 0        | 100.0%         |
| Inglaterra         | 1       | 0       | 0         | 1        | 0.0%           |
| Irlanda            | 1       | 0       | 0         | 1        | 0.0%           |
| Nueva Zelanda      | 1       | 0       | 0         | 1        | 0.0%           |
| Papúa Nueva Guinea | 2       | 1       | 0         | 1        | 50.0%          |
| Serbia             | 2       | 2       | 0         | 0        | 100.0%         |
| Total              | 11      | 5       | 0         | 6        | 45.4%          |

Último Test Match considerado vs Brasil (22-16) 9/11/2021